# Квір-танго

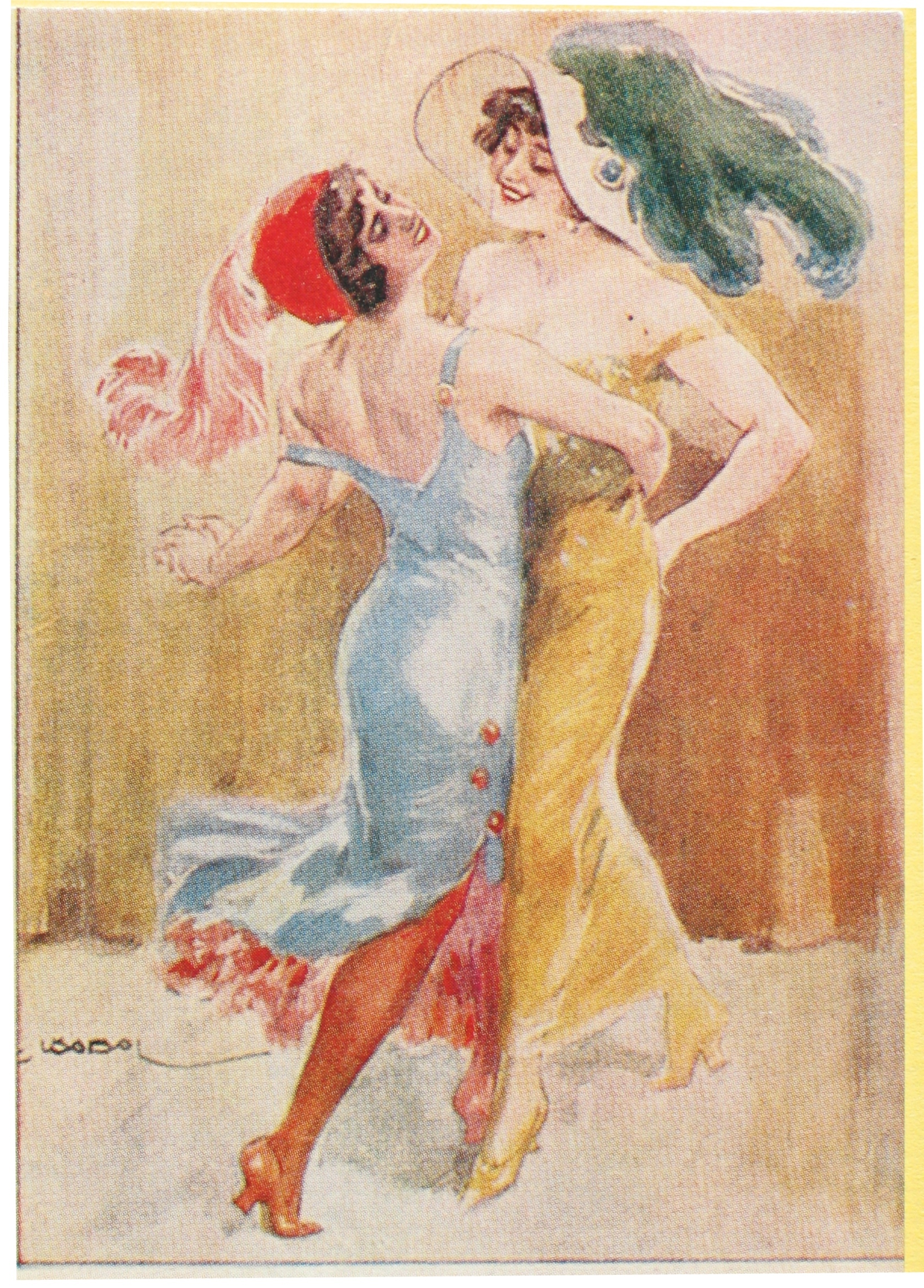
Квір-танго (1920)

Квір-танго — аргентинське танго, вільне від традиційних гетеронормативних уявлень. Цей напрям унеможливлює розподіл ролей «ведучого» і «наступного» за статевою ознакою. Під час танцю ці ролі можуть неодноразово змінюватися залежно від бажання партнерів.

## Історія квір-танго
Рання історія самого танго є досить неясною. Спочатку, зародившись наприкінці XIX століття в бідних околицях Буенос-Айреса — «орільї», воно не мало суворих правил, його ритміка і форма були ще дуже розпливчатими. Склад оркестру також не був визначений і сформувався лише на початку XX століття.
Спочатку танго почали танцювати в припортових тавернах і кублах. Танго було об'єднанням декількох танцювальних форм: іспанської хабанери, андалузійського фанданго і креольської мілонги. Проте, на самому початку це був суто чоловічий танець, коли чоловіки навчалися рухам танго у сутенера, танцюючи поодинці, або один з одним, чекаючи тим самим своєї черги на «інтимне побачення». Танго було поширене як музика маленьких кафе, які тримали, як правило, жінки, і пивних барів, куди доступ був відкритий тільки чоловікам. Пізніше до танго стали залучатися жінки у «публічних будинках», танцюючи з клієнтами, серед яких все частіше з'являлися містяни.
На початку XX століття, з активізацією інтеграції бідних верств населення у суспільне життя, танго набуває більш строгої форми, перетворюючись на естетичне явище. У 1911 році ноти і тексти танго потрапляють у Париж, де викликають справжній фурор, стаючи також танцем аристократичних салонів Англії, Іспанії, Росії. Європейське визнання надає йому печать пристойності і шляхетності. Тим самим танго як суто чоловіче явище перестає існувати само собою.
У сучасному розумінні квір-танго зародилося у середині 1980-х років у Гамбурзі. У 2001 році там же був проведений перший міжнародний фестиваль квір-танго. Засновники дали назву фестивалю — «Queer tango» зважаючи на сам сенс терміну «queer» — позначення усієї відмінної від гетеронормативної моделі поведінки. З часом напрям отримав популярність у міжнародному масштабі, школи танго з'явилися у Берліні, Стокгольмі, Нью-Йорку, Сан-Франциско, Лондоні, в Санкт-Петербурзі, а з 2011 року і в Москві.